# 新城街道 (商水县)
新城街道，是中华人民共和国河南省周口市商水县下辖的一个乡镇级行政单位。

## 行政区划
新城街道下辖以下地区：
郑庄社区、大马庄社区、商城社区、章华台社区、文新社区居员会、黄庄社区、王化雨村、算张村和马口村。